# Arracacia
Arracacia es un género de plantas fanerógamas con más de 50 especies dentro de la familia de las apiáceas. Es endémica de América. El miembro económicamente más importante del género es la arracacha, Arracacia xanthorrhiza. Comprende 72 especies descritas y de estas, solo 43 aceptadas. Se distribuye desde el N. de México a Perú y Bolivia.

## Descripciones
Son hierbas perennes, robustas a delgadas, erectas o trepadoras, caulescentes y generalmente ramificadas, glabras, escabriúsculas o pelosas, la base frecuentemente leñosa, con raíces axonomorfas o tubérculos. Hojas alternas o algunas opuestas, pecioladas, pinnadas o ternado-divididas con folíolos grandes a compuestas con las divisiones finales lineares a filiformes, membranáceas a coriáceas; pecíolos envainadores, los de hojas caulinares frecuentemente inflados, con engrosamientos estipulares anulares (anillos nodales foliares). Inflorescencia en umbelas laxas a compactas, generalmente compuesto-pedunculadas; involucro generalmente ausente; radios numerosos a escasos, patente-ascendentes a divaricados y reflexos; involucelo de escasas bractéolas angostas más largas o más cortas que las flores y frutos o ausentes; pedicelos delgados, los fértiles escasos, patente-ascendentes a reflexos. Dientes de cáliz ausentes; pétalos oblanceolados a obovados, amarillos o blancos a purpúreos, el ápice inflexo más angosto; estilos delgados a cortos, el estilopodio cónico y conspicuo a comprimido o indistinto. Frutos lanceolado-ovoides u oblongo a anchamente ovoides, comprimidos lateralmente, generalmente angostándose hacia el ápice, la base redondeada; mericarpos subteretes, glabros o pelosos; carpóforo 2-fido a 2-partido; costillas 5, conspicuas, agudas u obtusas, rara vez ligeramente aladas o filiformes e indistintas; vitas solitiarias a varias en los intervalos, 2 a varias en las comisuras; cara de las semillas sulcada o cóncava.

## Taxonomía
El género fue descrito por Edward Nathaniel Bancroft y publicado en Verhandlungen des Vereins zur Beförderung des Gartenbaues in den Königlich Preussischen Staaten 4(2): 386–389. 1828. La especie tipo es: no designada

## Algunasespecies
- Arracacia aegopodioides J.M.Coult. & Rose
- Arracacia annulata L.O.Williams
- Arracacia anomala Mathias & Constance
- Arracacia arguta Benth. & Hook.f. ex S.Watson
- Arracacia atropurpurea Benth. & Hook.f. ex Hemsl.
- Arracacia bracteata J.M.Coult. & Rose
- Arracacia brandegei J.M.Coult. & Rose
- Arracacia brevipes J.M.Coult. & Rose
- Arracacia chiapensis J.M.Coult. & Rose
- Arracacia chirripoi (Suess.) Mathias & Constance
- Arracacia colombiana Constance & Affolter
- Arracacia compacta Rose
- Arracacia coulteri Rose
- Arracacia decumbens Benth. & Hook.f.
- Arracacia delavayi Franch.
- Arracacia dissecta J.M.Coult. & Rose
- Arracacia donnell-smithii J.M.Coult. & Rose
- Arracacia dugesii J.M.Coult. & Rose
- Arracacia ebracteata (Rose) Mathias & Constance
- Arracacia edulis S.Watson
- Arracacia elata H.Wolff
- Arracacia equatorialis Costance
- Arracacia filiformis J.M.Coult. & Rose
- Arracacia filipes Mathias & Constance
- Arracacia fruticosa Rose
- Arracacia glaucescens Benth.
- Arracacia guatemalensis
- Arracacia hartwegii S.Watson
- Arracacia hemsleyana J.M.Coult. & Rose
- Arracacia hintonii Constance & Affolter
- Arracacia humilis Rose
- Arracacia incisa H.Wolff
- Arracacia irazuensis Kuntze
- Arracacia kelloggii (A.Gray) S.Watson
- Arracacia longipedunculata J.M.Coult. & Rose
- Arracacia luxeana J.M.Coult. & Rose
- Arracacia macvaughii Mathias & Constance
- Arracacia mariana S.Watson
- Arracacia meyeri Mathias & Constance
- Arracacia montana J.M.Coult. & Rose
- Arracacia moschata DC. - Arrachaca de Nueva Granada o Sacharacacha de Nueva Granada[3]
- Arracacia multifida S.Watson
- Arracacia nelsoni
- Arracacia nelsonii J.M.Coult. & Rose
- Arracacia nudicaulis J.M.Coult. & Rose
- Arracacia ovata J.M.Coult. & Rose
- Arracacia papillosa Mathias & Constance
- Arracacia pennellii Constance
- Arracacia peruviana (H.Wolff) Constance
- Arracacia peucedanifolia Franch.
- Arracacia pringlei J.M.Coult. & Rose
- Arracacia pubescens H.Wolff
- Arracacia purpusii Rose
- Arracacia quadrifida Constance & Affolter
- Arracacia ravenii Constance & Affolter
- Arracacia rigida J.M.Coult. & Rose
- Arracacia schiedei (H.Wolff) Mathias & Constance
- Arracacia schneideri Mathias & Constance
- Arracacia tapalpae M.E.Jones
- Arracacia tenuifolia Rose
- Arracacia ternata Mathias & Constance
- Arracacia tillettii Constance & Affolter
- Arracacia tolucensis Hemsl.
- Arracacia vaginata J.M.Coult. & Rose
- Arracacia vestita S.Watson
- Arracacia wigginsii Constance
- Arracacia xanthorrhiza Bancr.